# Inocellia bhutana
Inocellia bhutana is een kameelhalsvliegensoort uit de familie van de Inocelliidae. 
Inocellia bhutana werd voor het eerst wetenschappelijk beschreven door H. Aspöck et al. in 1991.